# NGC 2004
NGC 2004 је расејано звездано јато у сазвежђу Златна риба које се налази на NGC листи објеката дубоког неба.
Деклинација објекта је - 67° 17' 10" а ректасцензија 5h 30m 40,3s. Привидна величина (магнитуда) објекта NGC 2004 износи 9,6. NGC 2004 је још познат и под ознакама ESO 86-SC4.